# Sardón de Duero
Sardón de Duero ist ein nordspanischer Ort und eine Gemeinde (municipio) mit 607 Einwohnern (Stand: 2024) in der Provinz Valladolid in der autonomen Region Kastilien-León. 

## Geografie
Sardón de Duero liegt im Süden der Provinz Valladolid etwa 31 Kilometer ostsüdöstlich vom Stadtzentrum von Valladolid in einer Höhe von ca. 725 m. 

## Bevölkerungsentwicklung
| 720 | 949 | 746 | 610 | 665 | 643 | 683 | 602 |

## Sehenswürdigkeiten

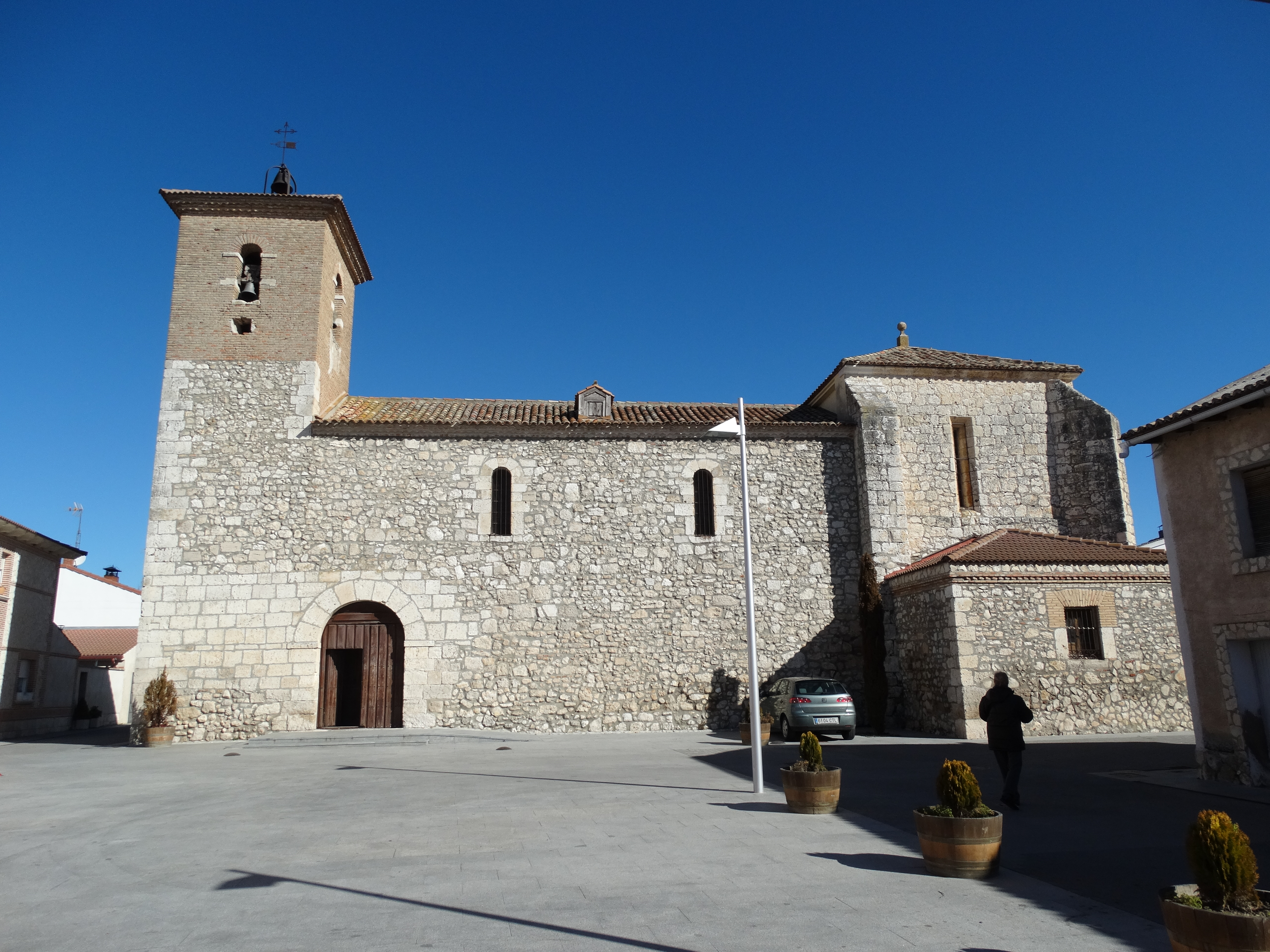
Johannes-der-Täufer-Kirche
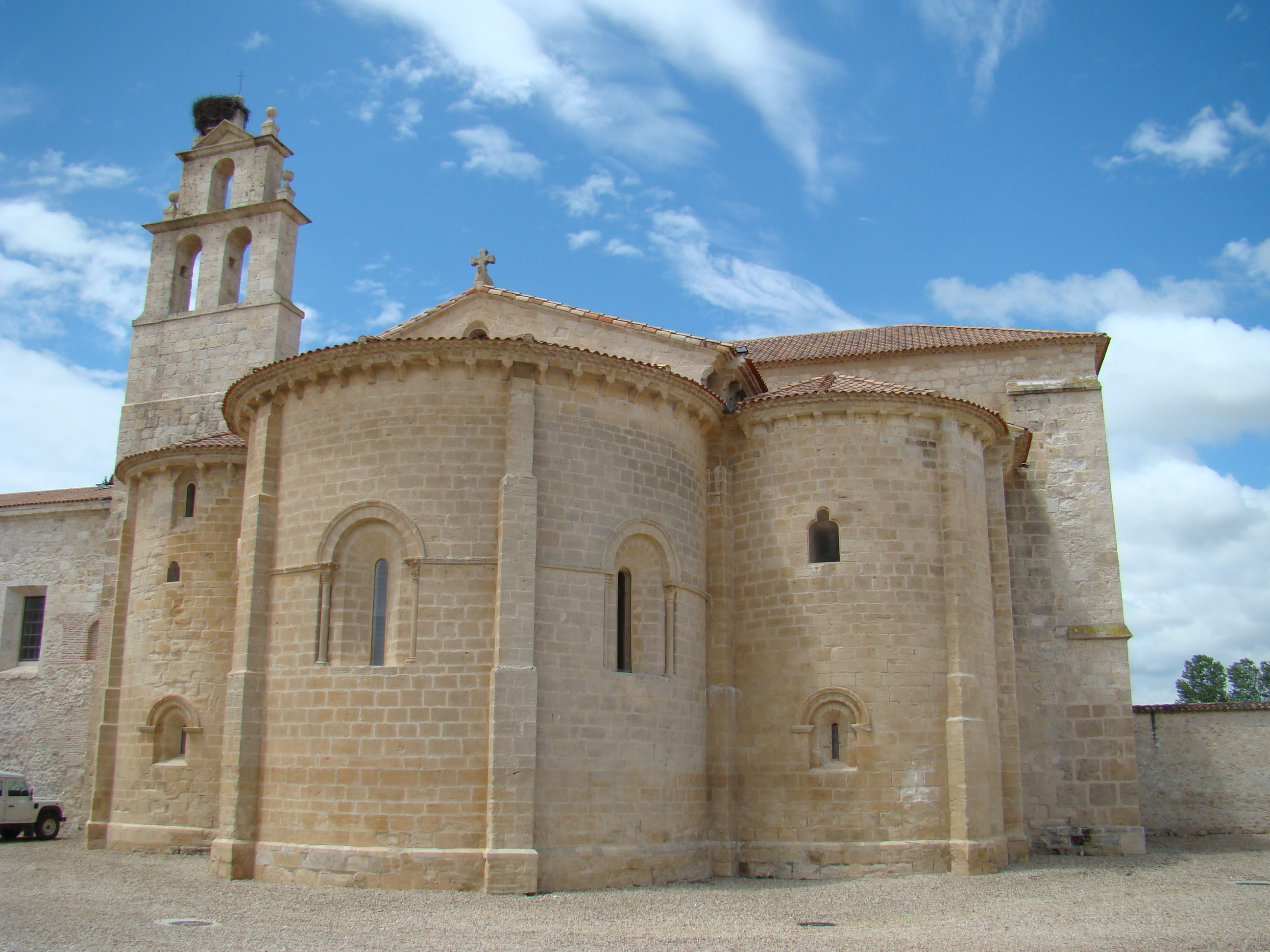
Marienkloster
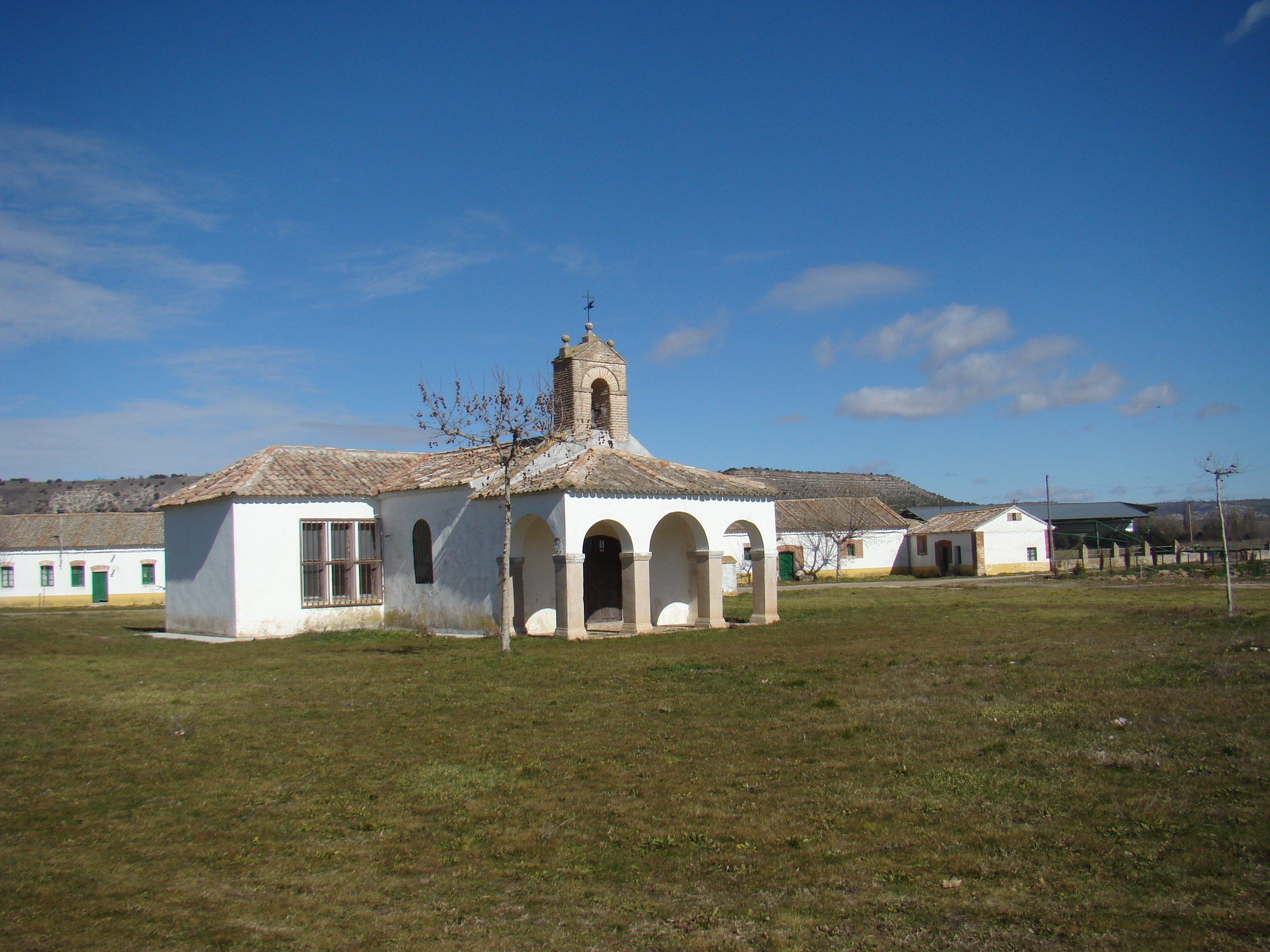
Marienkapelle

- Marienkloster (Monasterio de Santa María de Retuerta)
- Marienkapelle von Sardocillo

- Johannes-der-Täufer-Kirche
- Marienkloster
- Marienkapelle

## Gemeindepartnerschaft
Mit der französischen Gemeinde Les Lèches im Département Dordogne (Neuaquitanien) besteht eine Partnerschaft.